# Антисемитска изложба
Антисемитска изложба у Загребу је одржана у Умјетничком павиљону у Загребу у мају 1942. за вријеме Другог свјетског рата.
Према организаторима изложба је требало да прикаже „рушилачки и израбитељски рад хрватских Јевреја пре 1941.“ Промотивне брошуре које су израдиле усташке власти из Државног извјештајног и промиџбеног уреда (ДИПУ), тврдили су да су већину изложеног материјала створили „расни експерти, демографи, научници и обични грађани као и истражитељи уреда“. Ове брошуре су показивале научне илустрације наводне јеврејске колонизације Хрватске и пораст броја припадника јеврејске заједнице у држави. Брошура је такође тврдила да су Јевреји „доминирали хрватском трговином у поређењу са њиховим удјелом у популацији“. Иако презентоване бројке нису имале научни кредибилитет, научници су понављали да „ригорозна наука стоји иза њихове анализе“.
Раисистички промотивни постер који је коришћен да промовише изложбу приказивао је голог аријевског ратника са мачем и штитом на ком се налази хрватски грб који се бори против велике змије обележене јеврејским симболима. Организатори изложбе су такође желели да да раскринкају наводне економске неправде и злоупотребе које су претрпјели „поштени хрватски радници“ од Јевреја у Краљевини Југославији. Изложба је такође врдила да су хрватске жене и дјевојке биле сексуално злостављане од Јевреја. Промотивни филм са изложбе је ишао толико далеко да је сугерисао да су „јеврејски макрои бирали рањеиве хрватске жене заводили их и продавали их у прљав живот бордела, проституција и белог робља“.
Изложба је отворена 1. маја 1942. Према извјештају загребачких новина Нова Хрватска, отварању су присуствовали отварању, међу њима министар унутрашњих послова Андрија Артуковић и представници њемачких, италијанских и словачких амбасада, као и ондашњи градоначелник Загреба Иван Вернер. Начелник ДИПУ Вилко Ригер је отворио изложбу говором у којем је описао Јевреје као штетне за „обичаје и друштва аријевских народа" тако што су "на челу и израбљивачког капитализма и марксизма" и да је историја показала да су се "здрави народи увек борили против јеврејске опасности“. Према истом извјештају из 5. маја, изложбу је посјетило 8000 особа у прва четири дана. Уз то, сви посјетиоци су добијали бесплатне улазнице за њемачких пропагадних филмова Јеврејин Сус, Ротшилди и Вјечни Јевреј.
Један од аутора изложбе које је ангажовао ДИПУ био је цртач стрипова Валтер Неугабауер који се такође појављује у једанаестоминутном документарном филму који је наручио ДИПУ по имену Како се стварају изложбе који документујуе псеудонаучне и креативне напоре у састављању изложбе. У овом филму је Неугебауер је приказан како црта карикатуру типичног Јеврејина. Изложба је обухватала и експонате са преведеним цитатима из Талмуда, илустроване карикатуре Јевреја, скулптуре стеретипних јеврејских глава и мапа који бележе ширење Јевреја у Хрватској и сусједним државама. На изложби су приказане фотографије разних фаза рушења Загребачке синагоге (која се налазила у центру града и срушена је у етапама од октобра 1941. до априла 1942).
Изложба је била отворена за јавност до 1. јуна 1942. После тога материјал је био приказан публици у Карловцу, Дубровнику и Сарајеву (6-20. септембар 1942).